# Куделина, Тамара Фёдоровна
Тамара Фёдоровна Куделина (1932, Староюрьевский район, Центрально-Чернозёмная область — 4 февраля 1997, Староюрьево, Тамбовская область) — передовик советского сельского хозяйства, доярка племенного завода имени Ленина Староюрьевского района Тамбовской области, Герой Социалистического Труда (1966).

## Биография
Родилась в 1932 году в Староюрьевском районе (ныне — Тамбовской области) в русской семье.
Завершив обучение в семилетней школе, начала трудовую деятельность в 1947 году на животноводческой ферме совхоза имени Ленина. Очень быстро стала передовой дояркой совхоза. Первая в районе доярка, которая перешагнула рубеж 5000 килограммов в среднем от каждой коровы в год. В период седьмой семилетки постоянно занимала призовые места в социалистических соревнованиях.
Указом Президиума Верховного Совета СССР от 22 марта 1966 года за получение высоких результатов в сельском хозяйстве и рекордные показатели в животноводстве Тамаре Фёдоровне Куделиной было присвоено звание Героя Социалистического Труда с вручением ордена Ленина и медали «Серп и Молот».
Продолжала и дальше трудиться в сельском хозяйстве. Без отрыва от производства обучилась в Чакинском сельскохозяйственном техникуме по специальности «зоотехник». Постоянно участвовала в выставках достижений народного хозяйства. Надои в её группе были стабильны и превышали отметку в 5000 килограммов.
Представляла отрасль и Тамбовскую область в качестве депутата Верховного Совета СССР 7-го и 8-го созывов. Четыре раза избиралась в Тамбовский областной совет депутатов. Была делегатом XV и XVI съездов профсоюзов.
Проживала в районном центре Староюрьево. Умерла 4 февраля 1997 году.

## Награды
За трудовые успехи была удостоена:
- золотая звезда «Серп и Молот» (22.03.1966)
- орден Ленина (22.03.1966)
- Орден Октябрьской Революции (08.04.1971)
- другие медали.